# Belenus
Belenus, también conocido como Belinus, Belenos, Belanus Bel o Beli Mawr, es el dios del sol en la mitología celta. En el siglo III, era la deidad patrona de la ciudad italiana de Aquilea. Llamado el "Hermoso y Resplandeciente" (o "el dios resplandeciente"), era una de las deidades celtas más antiguas y de culto más extendido y está asociado con el antiguo festival del fuego y el moderno festival (sabbat) de Beltane.Se le asociaba con los caballos (como se puede apreciar en las ofrendas de estatuillas de caballos de arcilla en el santuario de Belenos en Sainte-Sabine en Borgoña) y también con la rueda. Posiblemente, al igual que Helios, con quien se le identificó en la Historia Augusta,se pensaba que Belenos movía el sol por los cielos llevándolo en un carro tirado por caballos.

## Culto histórico
Hay 51 inscripciones conocidas dedicadas a Belenus, principalmente concentradas en la Galia Cisalpina (Aquilea/Carni), Nórico y Galia Narbonense, pero también se extienden mucho más allá hasta la Bretaña celta e Iberia. Las imágenes de Belenus a veces lo muestran acompañado por una mujer, que se cree que es la deidad gala Belisama.
Tertuliano, escribiendo alrededor de 200 d. C., lo identifica como el dios nacional de Nórico. Las inscripciones dedicadas a Belenus se concentran en los Alpes orientales y la Galia Cisalpina, pero hay evidencia de que su popularidad se expandió en el período romano. Los emperadores Diocleciano y Maximiano del siglo III le dedicaron cada uno una inscripción en la región de Aquilea. Se descubrieron otras seis inscripciones votivas de Belenus en Altinum, Concordia e Iulium Carnicum.Los soldados de Maximino el Tracio, que sitiaron Aquilea en 238, reportaron haber visto una aparición del dios defendiendo la ciudad desde el aire.
Belenus o Belinus significaba brillante, resplandeciente y designaba a un dios de la luz, el sol y el fuego (todas energías renovadoras). Belenus era el nombre tanto irlandés como galo y astur. Los romanos reunieron bajo el nombre de Apolo a varios dioses galos encargados especialmente de las termas.
Conocido por los irlandeses, su nombre pasaría a las novelas medievales. Las «Baltené» eran una de las grandes fiestas irlandesas que se celebraban el 1 de mayo y que provenían del culto a esta divinidad. Se le asoció como compañera a la diosa Sirona.
En Asturias su nombre se refleja en la toponimia local. Así, en el concejo de Ponga se encuentra la localidad de San Juan de Beleño y en Gijón la de Muries de Beloño.
Belenos fue confundido también con otros dioses como Grannus (el brillante), venerado en varios lugares; Siannus, patrón de los baños del Mont-Doré en Puy de Dôme; y Borvo.
Asimismo, tiene otros nombres:
- Grannios y Borno (celtas continentales)
- Balor y Beltayne (Irlanda)
- Beli y Balor (Gales)
- Bel y Belenos (Isla de Man)
- Bile y Belenos (Escocia)

## Cómics
- Belenus se hizo nombre de conocimiento popular moderno junto a la deidad Tutatis gracias a las historietas de Astérix, obra de Goscinny y Uderzo.
- El nombre, por su significado, se le otorga a un personaje de acentuada importancia en el cómic "5 elementos", de Jesús García Ferrer (Jesulink).

## Música
- La banda Salduie lanzó un tema sobre este dios llamado Los Fuegos de Belenus
- Bëlenus es una banda de pop/rock de Jerez de la Frontera
- La banda Eluveitie tiene la canción Belenos en su honor